# Čërnyj Urjum
Il Čërnyj Urjum (in russo Чёрный Урюм?) è un fiume della Russia siberiana orientale, ramo sorgentizio di sinistra della Čërnaja (bacino idrografico dell'Amur). Scorre nel Mogočinskij rajon del Territorio della Transbajkalia.
Il fiume nasce dagli speroni occidentali dei monti Čeromnyj e scorre in direzione sud-occidentale; incontrando il Belyj Urjum presso il villaggio di Sbega, dà origine al fiume Čërnaja. Il Čërnyj Urjum ha una lunghezza di 136 km, il bacino è di 5 190 km². La copertura di ghiaccio va solitamente da fine ottobre a inizio maggio. I maggiori affluenti sono i fiumi Itaka (lungo 91 km) e Delir (89 km).
Lungo il suo corso corre la ferrovia Trans-Bajkal, parte della Transiberiana.